# Richard Marles
Richard Marles, né le 13 juillet 1967 à Geelong, est un homme politique australien. Il est membre du Parti travailliste, dont il est le chef adjoint depuis 2019.
Membre de la Chambre des représentants depuis 2007, il a été secrétaire parlementaire de 2009 à 2013 et ministre du Commerce de juin à septembre 2013. Il a été membre du cabinet fantôme entre 2013 et 2022. Il est vice-Premier ministre et ministre de la Défense depuis le 23 mai 2022.

## Biographie

### Études et parcours professionnel
Richard Marles est né à Geelong,Victoria. Il est le fils de Donald Marles OAM, ancien directeur de la Trinity Grammar School (en), et de Fay Marles AM (née Pearce), première commissaire à l'égalité des chances de Victoria et plus tard chancelière de l'Université de Melbourne.
Marles fait ses études à la Geelong Grammar School et à l'Université de Melbourne. Il obtient un baccalauréat ès sciences et un baccalauréat en droit avec distinction.
Il rejoint le Melbourne University Labour Club lors de sa première semaine à l'université et est président du Melbourne University Student Union en 1988.
Il est également secrétaire général du National Union of Students en 1989. Il commence sa carrière d'avocat au sein du cabinet d'avocats de Melbourne Slater and Gordon. En 1994, il devient juriste du Transport Workers Union et est élu secrétaire adjoint national du TWU quatre ans plus tard.
En 2000, il rejoint le principal organe syndical national d'Australie, le Conseil australien des syndicats (ACTU), en tant que secrétaire adjoint, restant en poste jusqu'en 2007.

### Parcours politique

#### Membre de la Chambre des Représentants
En mars 2006, Richard Marles propose une primaire interne travailliste contre l'élu sortant de Corio, Gavan O'Connor (en), dans le cadre d'un défi lancé à plusieurs membres en exercice organisé par l'aile droite du parti. Lors du scrutin, Marles recueille 57% des voix, et son approbation est ensuite confirmée par le comité de sélection du parti pour les élections législatives.
Richard Marles est élu membre de la Chambre des représentants de la circonscription de Corio lors des élections fédérales de 2007 qui ramène le Parti travailliste au pouvoir avec Kevin Rudd. De février 2008 à juin 2009, il est président du Comité permanent de la Chambre des représentants sur les affaires aborigènes et insulaires du détroit de Torres.

#### Secrétaire parlementaire et ministre du commerce

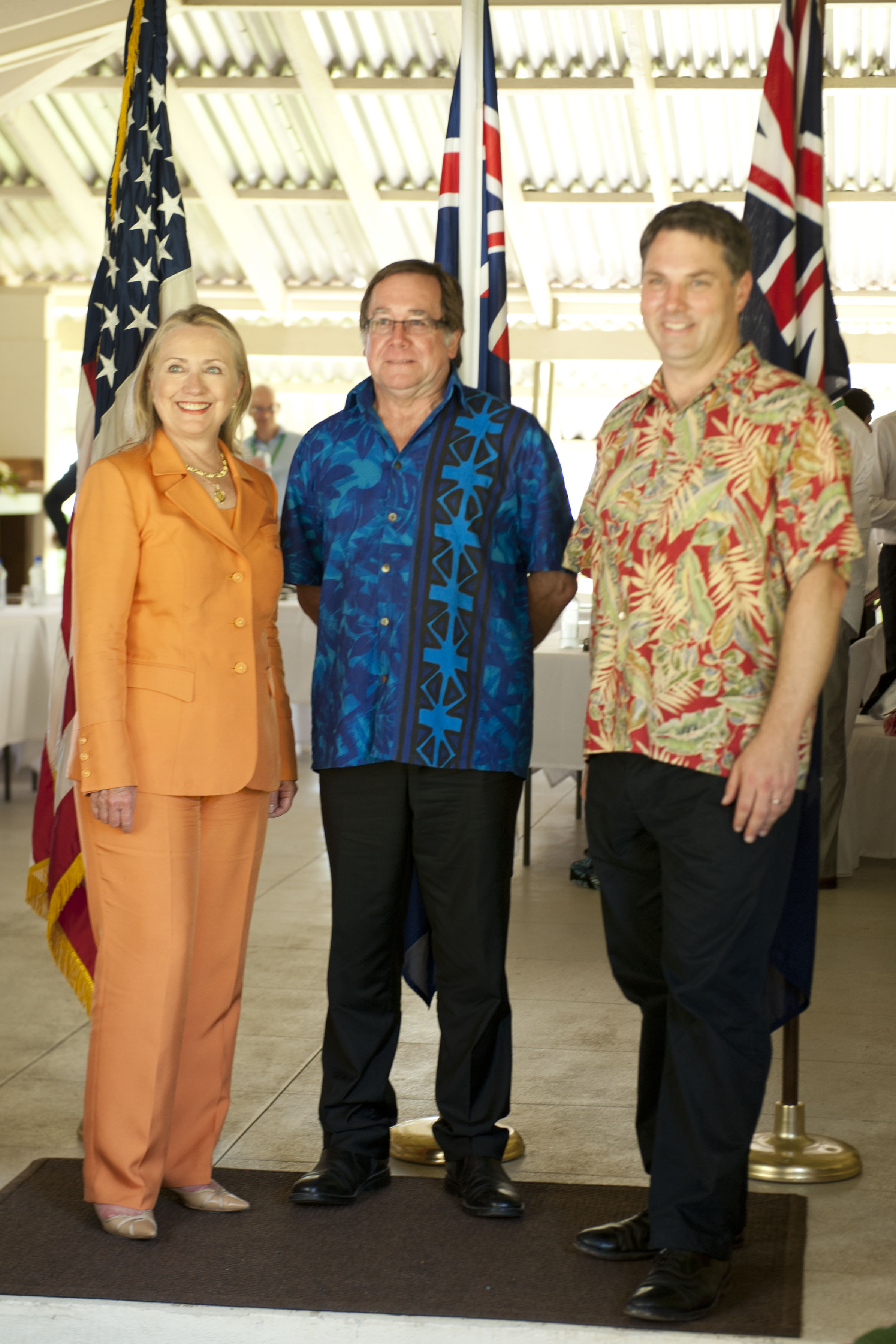
Richard Marles en août 2012 avec Hillary Clinton et Murray McCully.

En juin 2009, Richard Marles est nommé secrétaire parlementaire pour l'Innovation et l'industrie. Il conserve son siège en tant que membre de la Chambre des représentants lors des élections de 2010 et prête serment le 14 septembre 2010 en tant que secrétaire parlementaire pour les affaires des îles du Pacifique au sein du gouvernement de Julia Gillard.
En juillet 2011, Richard Marles devient le premier représentant australien à se rendre à Wallis-et-Futuna. Marles assiste à une cérémonie avec le roi Kapiliele Faupala à Mata-Utu marquant le 50e anniversaire du statut de Collectivité d'outre-mer. Marles s'était déjà en Nouvelle-Calédonie en octobre 2010 et en Polynésie française en mars 2011.
Le 2 mars 2012, Richard Marles se voit confier le rôle supplémentaire de secrétaire parlementaire aux Affaires étrangères. Le 21 mars 2013, il démissionne de ses fonctions après avoir exprimé son soutien à Kevin Rudd pour défier Julia Gillard à la présidence du Parti travailliste.
En juin 2013, il est brièvement nommé ministre du Commerce, succédant à Craig Emerson (en), en raison d'une motion de défiance votée envers Julia Gillard et qui a suggéré la nomination de Kevin Rudd. Cependant, Rudd démissionne à la suite de l'échec des travaillistes aux élections fédérales de 2013.

#### Ministre fantôme
Après la défaite du Parti travailliste aux élections fédérales de 2013, Richard Marles est nommé ministre fantôme de l'Immigration et de la Protection des frontières sous le chef de l'opposition Bill Shorten. En février 2016, il commence à co-animer le programme télévisé hebdomadaire Pyne & Marles sur Sky News Live avec le député libéral Christopher Pyne.
Richard Marles voit son portefeuille changé après les élections fédérales de 2016, devenant le ministre fantôme de la Défense. Il est évoqué comme ayant des opinions pro-américaines.

#### Chef adjoint de l'opposition
En mai 2019, après que les travaillistes aient perdu les élections fédérales de 2019, Richard Marles se présente à la direction adjointe du parti et est élu sans opposition, à la suite de la décision de Clare O'Neil de ne pas se présenter. Il a formellement été investi comme l'adjoint d'Anthony Albanese le 30 mai et a choisi le portefeuille de la Défense dans le ministère fantôme,.
À la suite d'un remaniement du cabinet fantôme en janvier 2021, Richard Marles a été chargé d'un « super portefeuille », relatif à la reprise après la pandémie de COVID-19, englobant une « vaste mission » sur la reconstruction nationale, les emplois, les petites entreprises et la science.

#### Vice-Premier ministre
À la suite de la victoire des travaillistes lors des élections fédérales de 2022, Anthony Albanese prête serment en tant que Premier ministre, ainsi que Richard Marles et trois autres dirigeants du Parti travailliste.
Lorsqu'Albanese fait prêter serment, le comptage des résultats est toujours en cours, mais il semble évident qu'aucun autre parti ne pourrait former un gouvernement, même minoritaire. La prestation de serment a également été accélérée en raison de la nécessité d'avoir un dirigeant australien au Dialogue quadrilatéral pour la sécurité (ou Quad), le gouvernement et les principaux ministres devant être annoncés au complet auprès du Quad.
Puisqu'Anthony Albanese s'envole pour Tokyo afin d'assister au Quad, Richard Marles devient Premier ministre par intérim, en raison de sa fonction de vice-Premier ministre, et jusqu'à ce que la réunion de dialogue sur la sécurité se termine et qu'Anthony Albanese revienne sur le sol australien.

## Positions politiques
Richard Marles est une personnalité connue de l'aile droite du parti travailliste, le Labor Right (en).

### Réfugiés et demandeurs d'asile
Richard Marles soutient le refoulement des demandeurs d'asile qui arrivent en Australie par bateau et estime nécessaire une solution pacifique pour la réinstallation des réfugiés.
Marles a soutenu un mémorial de guerre commémorant le personnel de la marine de l'Operation Sovereign Borders, qui a entrepris des activités pour empêcher les demandeurs d'asile de venir en Australie. Cette position a été critiquée par plusieurs élus travaillistes de l'aile gauche et par les Verts.

### Défense nationale
Richard Marles critique la gestion par les gouvernements du futur programme de sous-marins et affirme que le projet a « profondément compromis la sécurité nationale de l'Australie ». Marles soutient par ailleurs le consensus bipartisan sur les questions de défense nationale.

### Combustibles et énergie fossiles
Lors d'une interview sur Sky News le 20 février 2019, Richard Marles a déclaré que ce serait « une bonne chose » si le marché du charbon thermique en Australie s'effondrait. Plus tard, il est revenu sur cette déclaration, disant que son « attaque contre le charbon était sourde ».
À la suite des élections fédérales de 2019, Richard Marles a soutenu que les fonds publics ne devraient pas être utilisés pour subventionner le charbon, affirmant qu'« un gouvernement travailliste n'investira pas un centime dans la subvention de l'électricité au charbon », et que le marché devrait être autorisé à prendre ses propres décisions, tout en déclarant que si une entreprise privée décidait d'aller de l'avant avec une mine et obtenait les approbations nécessaires, les travaillistes ne s'y opposeraient pas.